# Оберросбах
Оберросбах (нім. Oberroßbach) — громада в Німеччині, розташована в землі Рейнланд-Пфальц. Входить до складу району Вестервальд. Складова частина об'єднання громад Реннерод.
Площа — 2,81 км2. Населення становить 349 ос. (станом на 31 грудня 2020).